# Iori
El Iori és un riu de Geòrgia i de l'Azerbaidjan que marca la frontera occidental de la Kakhètia. Neix al Caucas, a la regió de la Tutxètia, i fa un llarg recorregut per desembocar al Mtkvari a la regió d'Herècia.